# Riuada del riu Francolí del 22 d'octubre del 2019
La riuada del riu Francolí del 22 d'octubre del 2019 fou una crescuda sobtada del cabal del riu Francolí el vespre i nit del 22 d'octubre de 2019. El cabal del riu va superar els 1.200 m³/s quan habitualment és un corrent d'aigua que no arriba a 1 m³/s. La causa fou una forta llevantada que va provocar una gran acumulació d'aigua a les muntanyes de Prades i una crescuda important del riu.

## Causes
Mesos després, l'Agència Catalana de l'Aigua (ACA) va encarregar un estudi al Departament d'Enginyeria Civil i Ambiental de la Universitat Politècnica de Catalunya - BarcelonaTech (UPC). Els resultats van posar en relació un seguit de condicionants que es van produir durant la nit del dia 22 d'octubre del 2019: 
1. Precipitacions intenses de fins a 300 mm,
2. en un període breu de temps,
3. concentrades a la part alta de la conca del Francolí (la zona dels barrancs de Viern i Peguera, i del riu Milans i del riu Sec) i
4. en una zona amb forts pendents del terreny.

Les dades de les estacions meteorològiques de Meteoprades afegides a l'estudi de la UPC mostren que els valors de pluja més elevats es van recollir a Vilanova de Prades amb 299 l/m²; Prades, amb 293 l/m²; Tossal de la Baltasana amb 240.6 l/m²; Alforja, amb 264 l/m²; La Pobla de Cérvoles, amb 254 l/m²; l'Aleixar, amb 240 l/m²; Capafonts amb 232 l/m²; Ulldemolins, amb 220 l/m² i Les Masies (l'Espluga de Francolí) amb 174 l/m². Amb aquests condicionants, la crescuda del cabal als rius i barrancs esmentats va ser molt ràpida.
A les comarques del Pla de Lleida de les Garrigues, el Pla d'Urgell i l'Urgell els forts aiguats deixaren carreteres i vies de tren tallades i inundacions de baixos. Fou el pitjor temporal dels darrers cinquanta anys al Pla de Lleida. Però a la Conca de Barberà l'onada fou mortífera, ja que a les aigües que baixaven de les muntanyes de Prades, de la serra de Vilobí i de la vall de Vinaixa, que vessen a la Conca de Barberà a l'altura de Vimbodí i Poblet, s'hi va afegir l'aigua dels torrents i rieres de tots dos costats del riu Francolí. Aquest important cabal d'aigua anava acompanyat per una gran quantitat d'arbres i material que havia arrossegat, és el que es coneix com a cabal sòlid. Entre Vimbodí i Poblet, l'Espluga de Francolí, Montblanc i Vilaverd va significar una riuada que arrancava tota la vegetació i arbres que trobava al seu pas.
L'aigua baixava a molta velocitat mentre arbres i canyes produïen taps, ja sigui perquè s'enredaven amb la vegetació de la llera o perquè tapava els ponts. El cabal punta, provocat per retencions dels cabals en algun punt aigües amunt, va arribar a registres inaudits segons les estimacions efectuades per la UPC. Per exemple, el riu Milans, que desemboca a l'Espluga de Francolí, va registrar cabals molt superiors als habituals: 351 m³/s al seu pas per Vimbodí i Poblet quan habitualment no supera els 0,5 m³/s. A l'Espluga van arribar fins a 1.200 m³/s al pont de la Palanca quan habitualment el cabal és d’entre 0,5 i 1 m³/s. Riu avall, a Montblanc, abans de les primeres pluges, hi baixava un fil d'aigua, amb només 0,2 m³/s. però en només 5 minuts, entre les 10.10 i les 10.15 de la nit, va passar de 2 a 185 m³/s. En resum, a la Conca de Barberà es va produir una onada gegant imparable. La magnitud de la crescuda va ser tan grossa que l'onada va arribar dues hores després a Tarragona capital. Si dies abans el cabal era d'1 m³/s, l'onada va ser tan extraordinària i excepcional que a les 00.15, el riu ja portava 63 m³/s i de cop i volta va pujar a 1.238 m³/s a les 00.30
L'estudi de la UPF va estimar que el riu Francolí s’havia emportar uns 43.000 arbres (14.000 m³ de fusta) i hi havia arrasat una superfície de terreny forestal de 160 hectàrees. Dies després, els còdols i les graves van passar a dominar la llera i molts indrets van quedar amb la roca viva. A la plana de Lleida, en una altra conca hidràulica, les afectacions foren menors i van correspondre a les lleres del riu Set, el riu Corb, el riu Ondara, el torrent de la Femosa i la clamor de les Canals.

## Conseqüències

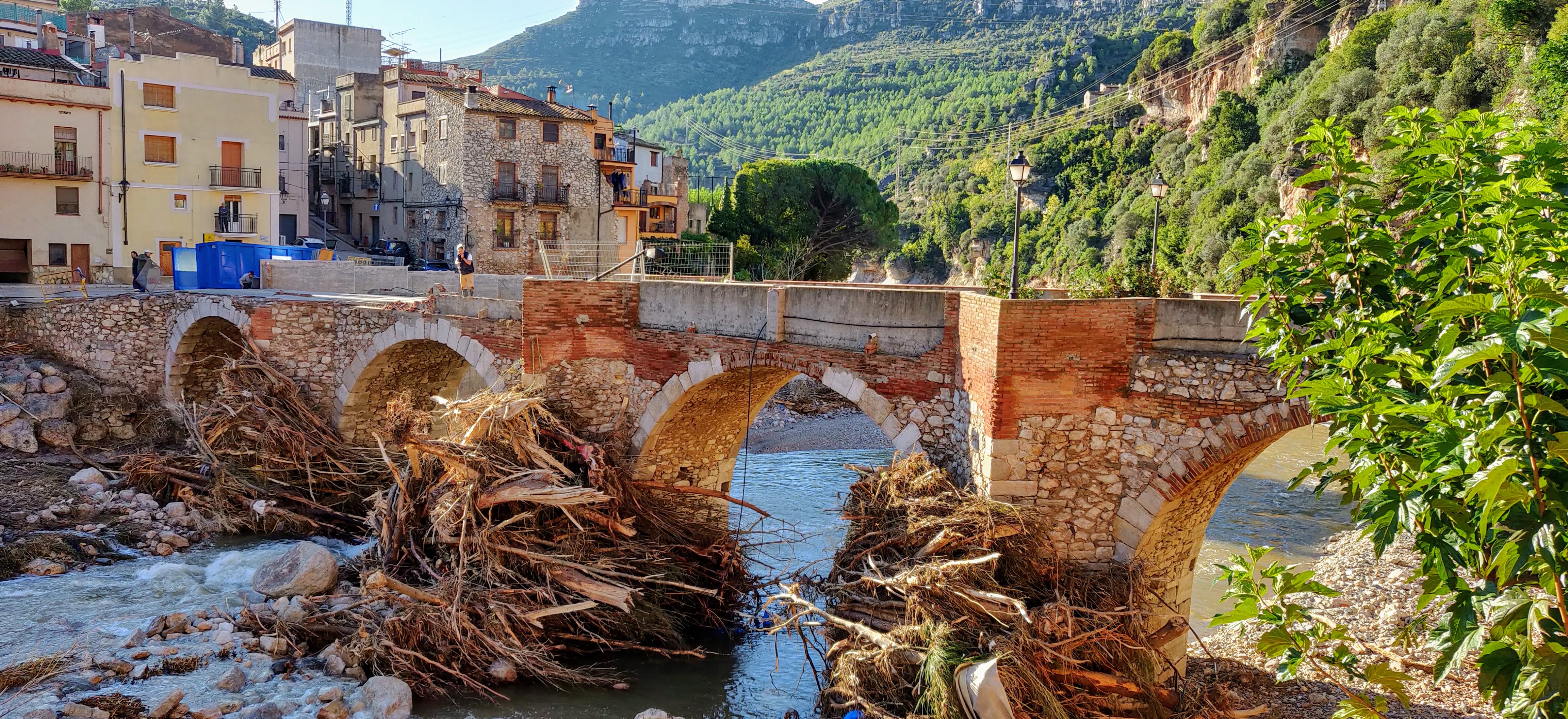
El Pont de Cal Sisquet a la Riba, el dia 25/10/2019, després de la riuada

Més enllà de la pèrdua d'arbres i la desolació, la riuada va provocar quatre persones mortes i dues més que, un any després resten desaparegudes. A l'Espluga de Francolí, una de les poblacions més afectades, la riuada es va emportar el Celler Rendé Masdéu i el restaurant El Celler que hi havia al damunt i un parc infantil. També van patir greus destrosses l'empresa de turisme actiu Drac Actiu S.L. situada a la confluència del riu Milans amb el Francolí, la Fonda Les Disset fonts i la funerària Funeconca. Aigües avall, a Montblanc, el pont medieval va aguantar l'embat de les aigües, però va quedar seriosament malmès i obstruït i l'aigua es va endur tot el que trobava pel davant, bàsicament hortes, séquies i petites construccions.
A partir de l'endemà, bombers, protecció civil i cossos de seguretat inicien les tasques de neteja i protecció. Alhora hi ha una important resposta ciutadana: molts voluntaris ajuden en les tasques de neteja i reconstrucció i s'organitzen. La societat civil crea Riuada solidària al Francolí Arxivat 2021-03-06 a Wayback Machine., una entitat que organitza un devessall d’activitats per recaptar fons perquè els damnificats puguin revifar els negocis locals i refer les parts afectades. La plataforma ciutadana va recollir 152.396 euros com ajut directe als afectats dels municipis de l'Espluga de Francolí i Montblanc.
Més lenta va ser l'ajuda estatal. Fins a l'estiu del 2020, el 27 d'agost, el Butlletí Oficial de l'Estat (BOE) no va publicar un Reial decret que posava en marxa un règim d’ajudes a entitats locals per la recuperació de les zones sinistrades en la llevantada de l'octubre de 2019 i el temporal Glòria d'inicis del 2020. Des dels diversos Ajuntaments de la Conca de Barberà van assegurar que la mesura arribava tard. Per exemple, segons l'alcalde de l'Espluga de Francolí, Josep M. Vidal, havien certificat els danys, però en cap cas aportaven els ajuts que feia més de deu mesos que esperaven. A la Conca de Barberà, a principis de 2021, encara restaven molts edificis i béns patrimonials pendents d'arreglar. Situació semblant es va produir a nou pobles de les Garrigues, amb Arbeca i Vinaixa com a municipis més perjudicats, que seguien a l'espera de subvencions per poder reparar camins i equipaments valorats en uns cinc milions d'euros.